# Умершие в феврале 2011 года
Это список известных людей, соответствующих установленным критериям значимости (см. Википедия:Критерии значимости персоналий), умерших в феврале 2011 года.
Причина смерти указывается лишь в исключительных случаях (убийство, самоубийство, гибель в результате военных действий, смертная казнь, ДТП или несчастные случаи). В остальных случаях — не указывается.

## Список

### 1 февраля
- Бэдиан, Эрнст (85) — один из ведущих историков-антиковедов XX — начала XXI века.
- Вереш, Дьёзё (74) — венгерский тяжёлоатлет, бронзовый призёр Олимпийских игр в Риме (1960) и Токио (1964), двукратный чемпион мира (1962, 1963), 18 мировых рекордов (1961—1966)[1].
- Мехтиев, Руфат (42) — азербайджанский эстрадный певец; инсульт[2].
- Михальский, Станислав (78) — польский актёр[3].
- Покатилов, Евгений Петрович (84) — советский и молдавский физик-теоретик, член -корреспондент АН Республики Молдова.
- Рисан, Кнут (80) — норвежский актёр[4].
- Сантурян, Усик (90) — архиепископ армянской апостольской церкви[5].
- Совчи (Якименко), Тамара Дмитриевна (69) — советская и российская актриса [www.kino-teatr.ru/kino/acter/w/sov/4005/bio/].
- Формика, Даниеле (61) — итальянский актёр. [www.kino-teatr.ru/kino/acter/euro/269084/works/]
- Чистяков, Владлен Павлович (81) — советский и российский композитор и музыкальный педагог [www.kino-teatr.ru/kino/composer/sov/29242/bio/].
- Штерн, Оливер (51) — немецкий актёр. [www.kino-teatr.ru/kino/acter/euro/175790/works/]

### 2 февраля
- Джон, Маргарет (84) — британская актриса, обладательница кинопремии BAFTA (2009)[6].
- Изабелла (72) — бразильская актриса. [www.kino-teatr.ru/kino/acter/latin/333599/works/]
- Николь, Эрик (91) — канадский писатель[7].
- Насонова, Валентина Александровна (87) — ревматолог. Почётный президент Ассоциации ревматологов России[8].
- Тналина, Дарига Байжумановна (88) — казахстанский кинорежиссёр, заслуженный деятель искусств Казахстана[9].
- Фостер, Дефни Джой (35) — турецкая актриса и телеведущая [www.kino-teatr.ru/kino/acter/asia/333225/works/].
- Фуфаев, Валентин Александрович (71) — генеральный директор треста ЗАО Коксохиммонтаж[10].

### 3 февраля

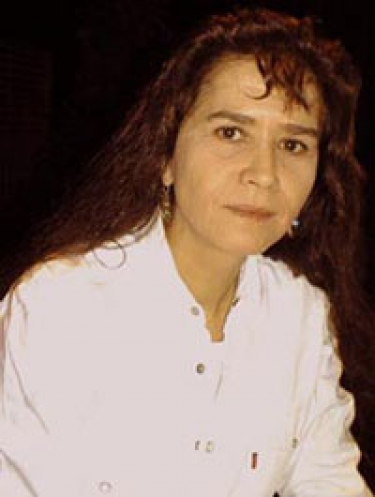
Мария Шнайдер

- Варгхесе, Мачан (50) — индийский актёр[11].
- Глиссан, Эдуард (82) — французский писатель («Мемуары мессира Д’Артаньяна»)[12].
- Лабузова, Лилия Александровна (69) — математик, отличник народного просвещения, преподаватель Омского государственного педагогического университета[13],.
- Марти, Сира (89) — американская актриса. [www.kino-teatr.ru/kino/acter/hollywood/333170/works/]
- Савченко, Лидия Васильевна (74) — артистка театра и кино, заслуженная артистка России[14].
- Третьяков, Леонид Иванович — заслуженный артист России, солист Хакасской республиканской филармонии[15].
- Шмыга, Татьяна Ивановна (82) — российская актриса оперетты, единственная народная артистка СССР из актрис оперетты[16].
- Шнайдер, Мария (58) — французская актриса, ставшая известной после фильма «Последнее танго в Париже»; рак[17].
- Янг, Нил Джеймс (66) — английский футболист Манчестер Сити[18].
- Янг, Роберт Кларк (95) — американский легкоатлет, серебряный призёр Олимпиады в Берлине (1936) в эстафете 4×100 м[19].

### 4 февраля
- Кабрера, Мартин (21) — парагвайский футболист, вратарь Серро Портеньо[20].
- Кононенков, Николай Иванович (88) — ветеран Великой Отечественной войны, Герой Советского Союза[21].
- Кунин, Владимир Владимирович (83) — советский и российский писатель[22].
- Нюман, Лена (66) — шведская актриса[23].
- Сатана, Тура (72) — американская актриса[24].
- Селестен, Мартиаль (97) — премьер-министр Гаити (март—июль 1988)[25].
- Сошников, Игорь Иванович (54) — российский партийный деятель. Один из основателей Ленинградского народного фронта (ЛНФ), Свободной демократической партии России, один из учредителей партии «Демократический выбор России» и член её политсовета[26].
- Хабек, Михаэль (66) — германский актёр[27].

### 5 февраля

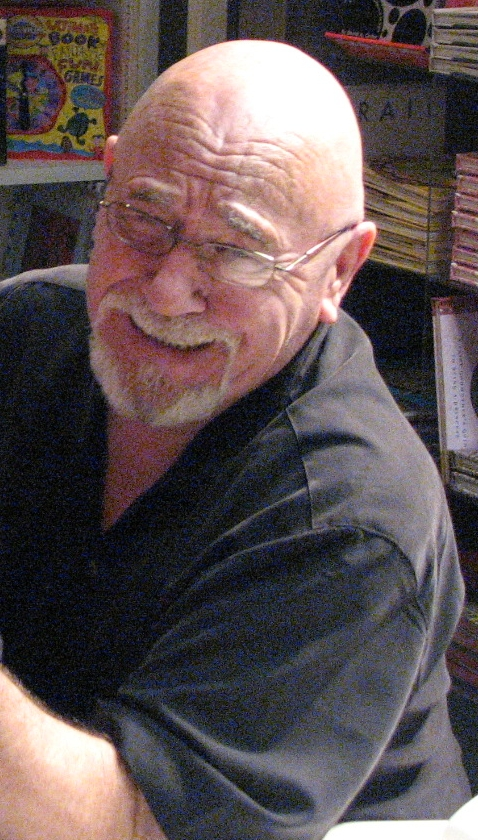
Брайан Джейкс

- Амирали, Омар (66) — сирийский кинорежиссёр; сердечный приступ[28].
- Байшулаков, Канат Сайранович — чемпион мира по самбо (1984), старший тренер женской сборной Казахстана по дзюдо; ДТП[29].
- Беккер, Борис Израилевич (81) — советский российский актёр, заслуженный артист России . [www.kino-teatr.ru/kino/acter/m/sov/18661/bio/]
- Вондрушка, Павел (85) — чешский актёр, музыкант и дирижёр[30].
- Джейкс, Брайан (71) — английский писатель[31].
- Каплацкий, Виктор Иванович (59) — советский футболист, советский и российский тренер женских и детских команд Германии и Москвы; сердечный приступ[32].
- Козырь, Михаил Иванович (86) — советский и российский ученый-правовед, доктор юридических наук.
- Массэйд, Эджи (43) — индонезийский актёр[33].
- Питерман, Дональд (79) — американский кинооператор дважды номинировавшийся на премию «Оскар»[34].
- Пурхонен, Пертти (68) — финский боксёр, бронзовый призёр Олимпиады в Токио (1964)[35].
- Ри, Пегги (89) — американская актриса[36].
- Толивер, Билл (73) — американский актёр. [www.kino-teatr.ru/kino/acter/hollywood/333598/works/]

### 6 февраля

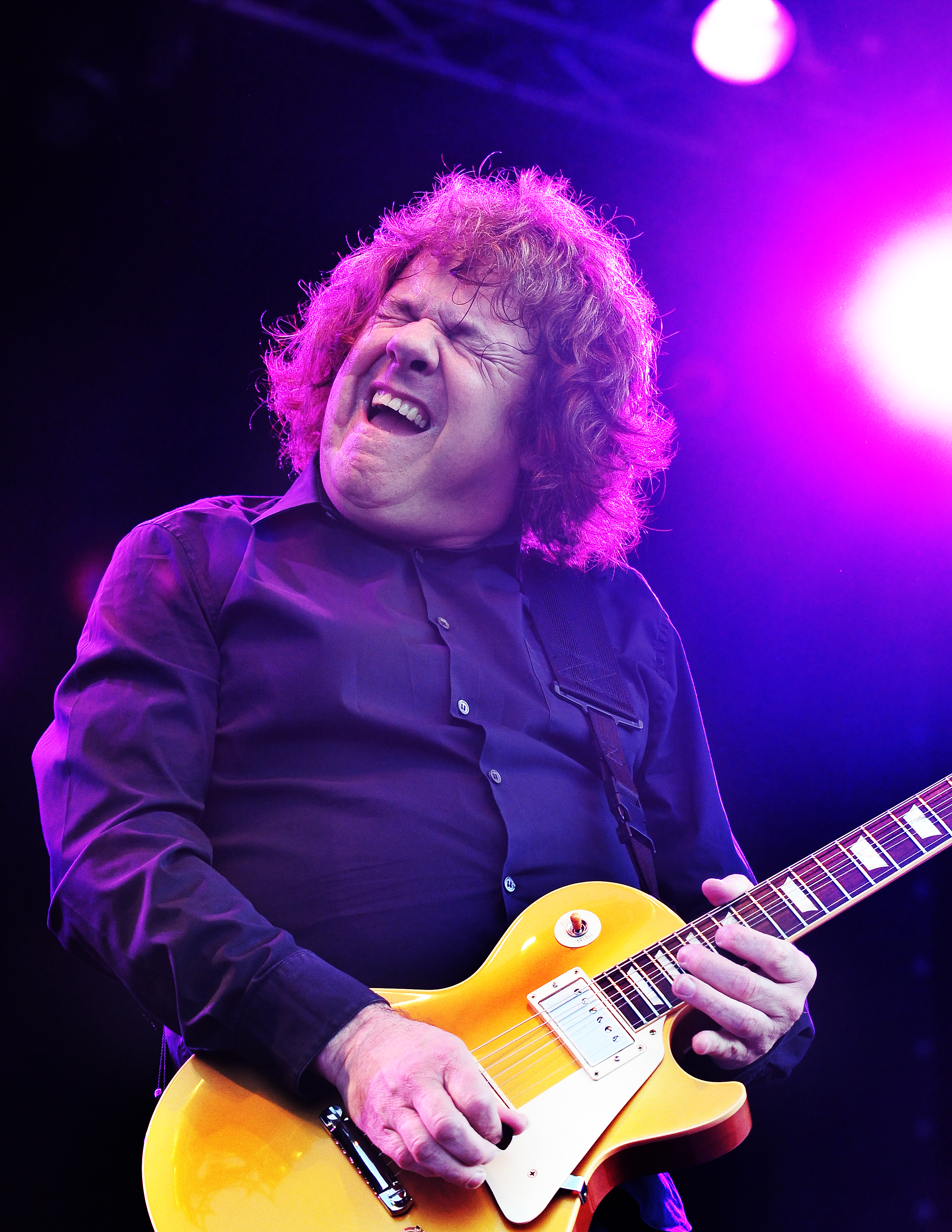
Гэри Мур

- Бейк, Мохсен Юсефи (69) — иранский актёр и телеведущий[37].
- Грунден, Пер (88) — шведский и австрийский певец, актёр. [www.kino-teatr.ru/kino/acter/euro/306941/bio/]
- Илойло, Хосефа (90) — президент Фиджи (2000—2006, 2007—2009)[38].
- Кофанов, Роберт Васильевич (71) — доктор медицинских наук (1987), профессор (1988), Изобретатель СССР (1981), Отличник здравоохранения (1999), заведующий кафедрой оториноларингологии (1990—2010) Челябинской государственной медицинской академии[39].
- Линяев, Николай Андреевич (77) — советский футболист, игрок Олимпийской сборной СССР, капитан ЦСКА (1958—1959)[40].
- Мораис, Виллиам (19) — бразильский футболист; убийство[41].
- Мур, Гэри (58) — ирландский гитарист, певец, автор песен; сердечный приступ[42].
- Олсен, Кен (84) — американский инженер, основатель компании DEC[43].
- Суворов, Пётр Анатольевич (85) — полковник Советской Армии, участник Великой Отечественной войны, Герой Советского Союза.
- Хироко Ногата (65) — экс-лидер японской леворадикальной группировки Объединённая Красная Армия; полиорганная недостаточность[44].
- Шедид, Андре (90) — французская поэтесса[45].

### 7 февраля
- Альтман, Мария (94) — племянница и наследница австрийского сахарозаводчика Фердинанда Блох-Бауэра.
- Робертс, Фрэнк (65) — австралийский боксёр, первый австралийский абориген, ставший участником Олимпийских игр; сердечный приступ[46].
- Сантана, Мария де лос Анхелес (96) — мексиканская актриса. [www.kino-teatr.ru/kino/acter/latin/333137/works/]
- Соколовский, Владимир Григорьевич (65) — российский писатель[47].
- Хакани, Хисен (78) — албанский режиссёр и сценарист[48]

### 8 февраля
- Багланова, Роза Тажибаевна (89) — казахская певица, народная артистка СССР[49].
- Бурлаков, Матвей Прокопьевич (75) — генерал-полковник, последний командующий Западной группой войск ВС РФ (1990—1992), ответственный за вывод войск из Германии (с осени 1992), заместитель министра обороны России (1994)[50].
- Варвара (Трофимова) (80) — настоятельница Пюхтицкого монастыря Эстонской Православной Церкви Московского Патриархата[51].
- Маркина, Ольга Александровна (85) — советская и российская актриса. [www.kino-teatr.ru/kino/acter/w/sov/2704/bio/]

- Преображенский, Юрий Сергеевич (89) — пионер и популяризатор горнолыжного спорта в России, государственный тренер по горнолыжному спорту спорткомитета СССР[52].
- Рейес, Анджело (65) — филиппинский генерал и политик, министр обороны (2001—2003); застрелился[53].
- Рубини, Чезаре (87) — итальянский спортсмен и тренер, чемпион Олимпийских игр в Лондоне (1948) и бронзовый призёр Олимпийских игр в Хельсинки (1952) по водному поло, главный тренер Италии по баскетболу на Олимпийских играх 1980 года в Москве, где его подопечные завоевали серебряные медали[54].
- Санфорд, Дональд (92) — американский сценарист[55].
- Шабанов, Магомед Магомедович (69) — народный художник Российской Федерации, лауреат Государственной премии Республики Дагестан[56].

### 9 февраля
- Корнев, Владимир Гордеевич (84) — российский композитор и баянист[57].
- Мильтиадис, Эверт (72) — греческий государственный и политический деятель, министр, мэр Афин (1987—1989), председатель партии «Новая Демократия» (1993—1997)[58].
- Палумбо, Донато (90) — итальянский физик-ядерщик, научный руководитель Международной школы ядерных технологий, руководитель европейской программы ядерного синтеза «Евратом»[59].

### 10 февраля

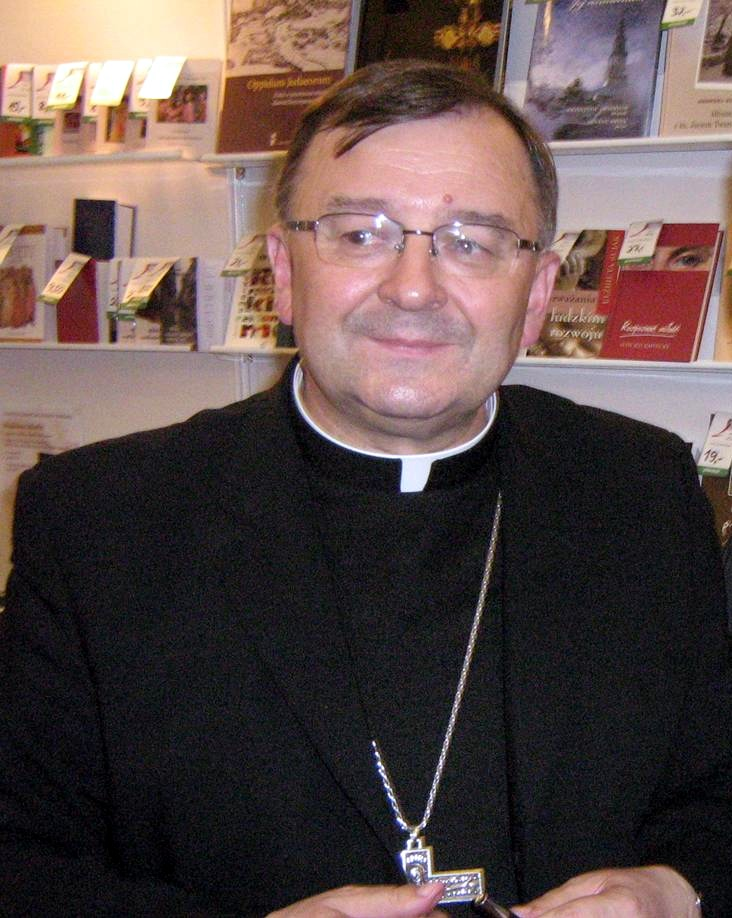
Юзеф Жициньский

- Батти, Жаннетта (85) — французская актриса и певица. [www.kino-teatr.ru/kino/acter/w/euro/106247/bio/]
- Джастис, Билл (97) — американский аниматор The Walt Disney Company, создатель бурундучков Чипа и Дейла. [www.kino-teatr.ru/kino/director/hollywood/205115/bio/]
- Жициньский, Юзеф (62) — архиепископ-митрополит люблинский (с 1997 года). Член Польской академии наук и зарубежный член Российской академии естественных наук[60].
- Лаврентьев, Олег Александрович (84) — российский, советский и украинский физик, один из «отцов водородной бомбы»[61].
- Мусат, Борис Ильич (78) — советский и российский скульптор, заслуженный деятель искусств России (1991)[62].
- Олейник, Пётр Михайлович (54) — украинский политик, бывший губернатор Львовской области (2005—2008)[63]
- Саад аль-Шазли (88) — начальник штаба египетской армии в ходе Октябрьской арабо-израильской войны (1973)[64].
- Симанов, Андрей Александрович (36) — российский актёр. [www.kino-teatr.ru/kino/acter/bitpart/m/ros/259959/bio/]
- Смирнов, Василий Алексеевич (89) — полковник Советской Армии, участник Великой Отечественной войны, Герой Советского Союза.

### 11 февраля

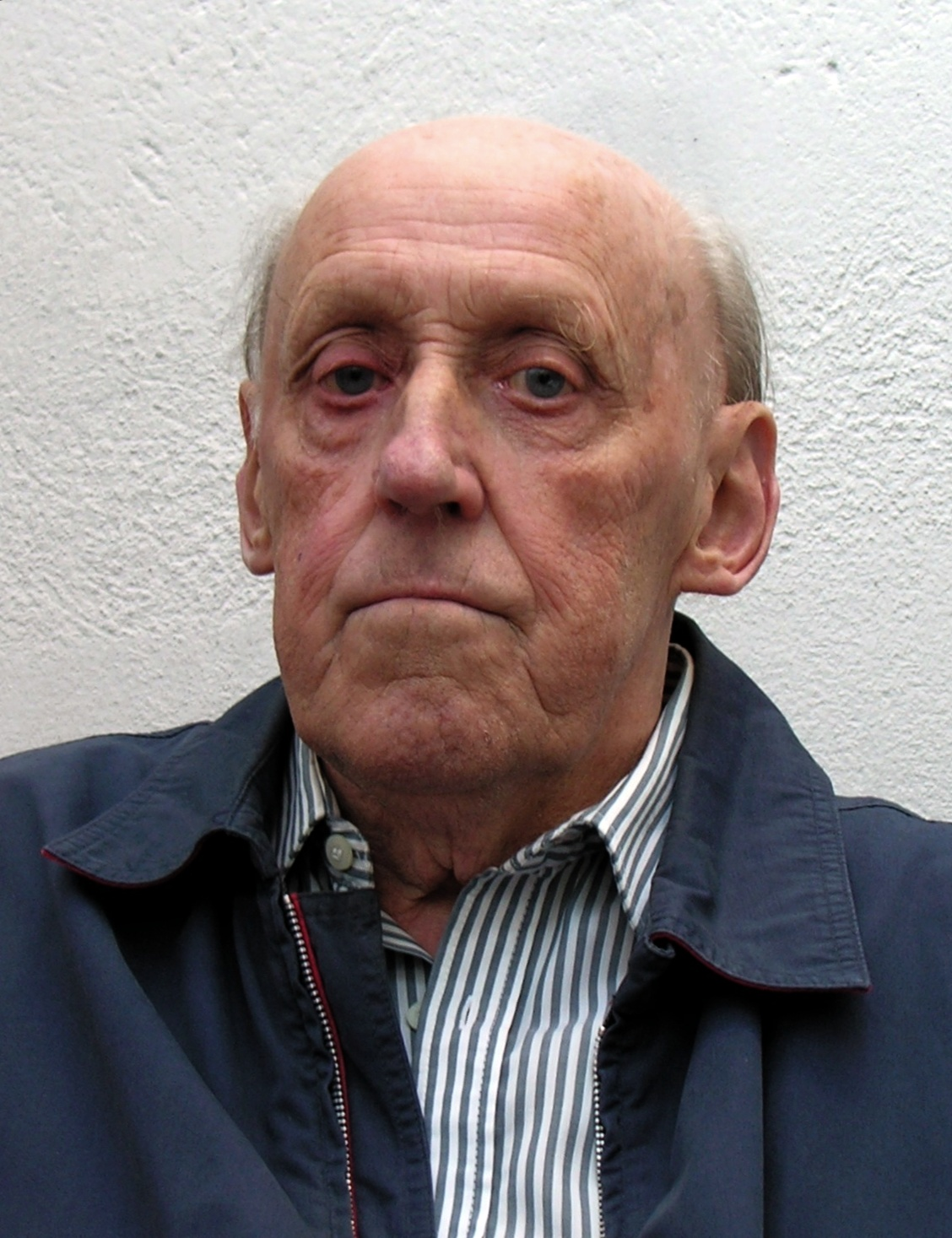
Бу Карпелан

- Делл, Мирна (86) — американская актриса. [www.kino-teatr.ru/kino/acter/hollywood/141434/works/]
- Зацеркляный, Николай Григорьевич (68) — украинский резчик по дереву
- Карпелан, Бу (84) — финский шведоязычный писатель[65].
- Кириченко, Ирина Николаевна (80) — актриса, жена актёра Льва Дурова[66].
- Пискарёв, Игорь Константинович (73) — учёный в области гражданского процесса и трудового права, почётный судья Верховного Суда Российской Федерации, заслуженный юрист Российской Федерации[67].
- Чистяков, Андрей Алексеевич (80) — советский и российский учёный, доктор геолого-минералогических наук, профессор.

### 12 февраля
- Александер, Петер (84) — австрийский актёр и шоумен[68].
- душ Сантуш, Эдсон Биспо (75) — бразильский баскетболист, бронзовый призёр Олимпийских игр в Риме (1960) и Токио (1964)[69]
- Гарретт, Бетти (91) — американская актриса, певица и танцовщица, обладательница премии Золотой глобус (1974)[70].
- Дамянович, Мато (83) — хорватский, ранее югославский, шахматист; международный гроссмейстер (1964)[71].

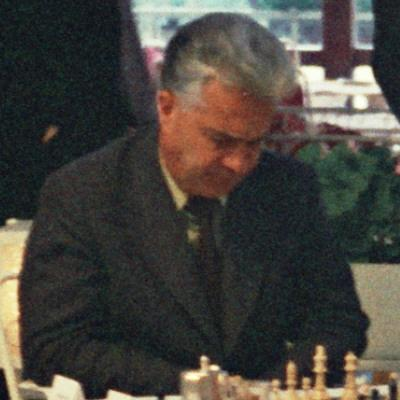
Мато Дамянович

- Марс, Кеннет (74) — американский актёр [www.kino-teatr.ru/kino/acter/hollywood/84090/bio/].
- Нуршаихов, Азильхан (88) — народный писатель Казахстана[72].
- Тремасов, Дмитрий Егорович (85) — Герой Советского Союза.
- Уиттен, Фрэнк (68) — новозеландский актёр[73].
- Фёдоров, Иван Евграфович (97) — советский лётчик-истребитель, лётчик-испытатель, ветеран Великой Отечественной войны, Герой Советского Союза[74].
- Хертог, Фёдор ден (64) — нидерландский велосипедист, чемпион Олимпийских игр в Мехико (1968) в командной шоссейной гонке с раздельным стартом на 104 км.[75].
- Цырендоржиев, Цыден — бурятский актёр, заслуженный артист России[76].

### 13 февраля

Инесе Яунземе

- Бергман, Арнфинн (82) — норвежский спортсмен, чемпион зимних олимпийских игр в Осло (1952) по прыжкам на лыжах с трамплина[77].
- МакКенна, Т.П. (81) — ирландский актёр[78].
- Холден, Ларри (49) — американский актёр. [www.kino-teatr.ru/kino/acter/hollywood/57371/works/]
- Эсперон, Мануэль (99) — мексиканский композитор[79].
- Яунземе, Инесе (78) — советская и латвийская спортсменка, чемпион Олимпийских игр в Мельбурне (1956) по метанию копья, Президент Мировой Ассоциации олимпийцев, Президент Латвийского олимпийского клуба. Заслуженный хирург[80].

### 14 февраля
- Фридман, Дэвид (87) — американский актёр. режиссёр, сценарист и продюсер[81].
- Ширинг, Джордж (91) — британо-американский джазовый пианист[82]..
- Штраусс, Джон (90) — американский композитор и музыкальный редактор, получивший 8 кинопремий «Оскар», а также премии «Грэмми» и «Эмми»[83].

### 15 февраля
- Ватаманюк, Владимир Ананьевич (64) — украинский государственный и политический деятель, председатель Черновицкого областного совета (с 2010 года)[84].
- Груздев, Николай (52) — двукратный чемпион мира по тяжёлой атлетике среди юниоров, убийство[85].
- Замятин, Пётр Павлович (79) — советский и российский журналист, главный редактор газеты «Красноярский рабочий» (1974—1989), заслуженный работник культуры Российской Федерации[86].
- Калинин, Арнольд Иванович (81) — советский и российский дипломат, Чрезвычайный и Полномочный Посол в Португалии (1974—1982), в Анголе (1983—1987), на Кубе (1991—2000), на Барбадосе (1995—2000)[87].
- Крауклис, Георгий Вильгельмович (88) — музыковед, профессор Московской консерватории[88].
- Мантаева, Умукурсюн Арзулумовна (86) — народный писатель Дагестана, драматург и прозаик[89].
- Нурисье, Франсуа (83) — французский писатель, литературный критик и издатель, президент Гонкуровской академии[90].
- Негматов, Нумон (83) — археолог, академик Академии Наук Таджикистана[91].

### 16 февраля
- Альтман, Яков Абрамович (80) — российский нейрофизиолог.
- Бёрк, Альфред (92) — британский актёр[92].
- Габуев, Хазби (80) — осетинский поэт и правозащитник[93].
- Грей, Дориан (75) — итальянская актриса[94].
- Лессер, Лен (88) — американский актёр[95].
- Марцинкявичюс, Юстинас (80) — литовский поэт, прозаик, драматург[96].
- Ньянгвесо, Франсис Вере (71) — угандийский политический и спортивный деятель, министр обороны, министр культуры, молодёжи и спорта, вице-президент Международной ассоциация любительского бокса, член Международного Олимпийского комитета[97].
- Пашковский, Александр Гивич (46) — российский киноактёр.
- Платон, Михаил Сергеевич — основатель и первый ректор Академии публичного управления при Президенте Молдавии[98].

### 17 февраля
- Жамбалон, Арасалан Жамбалович (89) — член Союза писателей и журналистов СССР, России, народный поэт Бурятии[99]
- Мур, Перри (39) — американский писатель, сценарист, режиссёр и продюсер[100].
- дю Плой, Йохан (84) — южноафриканский актёр [www.kino-teatr.ru/kino/acter/hollywood/333596/works/]

### 18 февраля
- Журдан, Катрин (62) — французская актриса. [www.kino-teatr.ru/kino/acter/euro/117324/bio/]
- Зельцер, Уолтер (96) — американский продюсер[101].
- Соломоненко, Иван Иванович (91) — Герой Советского Союза.
- Тихон (Жиляков) (42) — епископ Кременчугский и Лубенский Украинской православной церкви Московского Патриархата[102].
- Чернин, Кэйли (63) — канадская актриса[103].
- Широков, Михаил Александрович (51) — советский и российский актёр и продюсер. [www.kino-teatr.ru/kino/producer/ros/15996/bio/]

### 19 февраля
- Беспечная, Раиса Яковлевна (65) — генеральный директор Фонда «Академия Российского телевидения», ДТП[104].
- Мэтсон, Олли (80) — американский спортсмен, серебряный призёр Олимпийских игр 1952 г. в эстафете 4×400 м, бронзовый призёр в беге на 400 м.[105]
- Новицкий, Валерий Евгеньевич — заместитель директора Института мировой экономики и международных отношений НАН Украины, член—корреспондент НАН Украины; убийство[106].
- Хуан Цзумо (90) — китайский кинорежиссёр[107].
- Чико, Флоринда (84) — испанская актриса[108].
- Шоймоши, Эрнё (70) — венгерский футболист, бронзовый призёр Олимпийских игр в Риме (1960), бронзовый призёр чемпионата Европы (1964)[109].
- Штоббе, Дитрих (72) — правящий бургомистр Западного Берлина (1977—1981)[110].

### 20 февраля
- Валик, Георгий Фролович (59) — главный тренер и президент женской баскетбольной команды «Зыряночка» (Сыктывкар)[111].
- Портела, Ноэми (85) — аргентинская спортсменка, серебряный призёр Олимпийсих игр в Лондоне (1948) по прыжкам в длину[112].
- Рингельман, Гельмут (84) — германский продюсер[113].
- Филлипс, Фредерик Альберт (92) — администратор (1966—1967), губернатор (1967—1969) Сент-Китс и Невис[114].

### 21 февраля

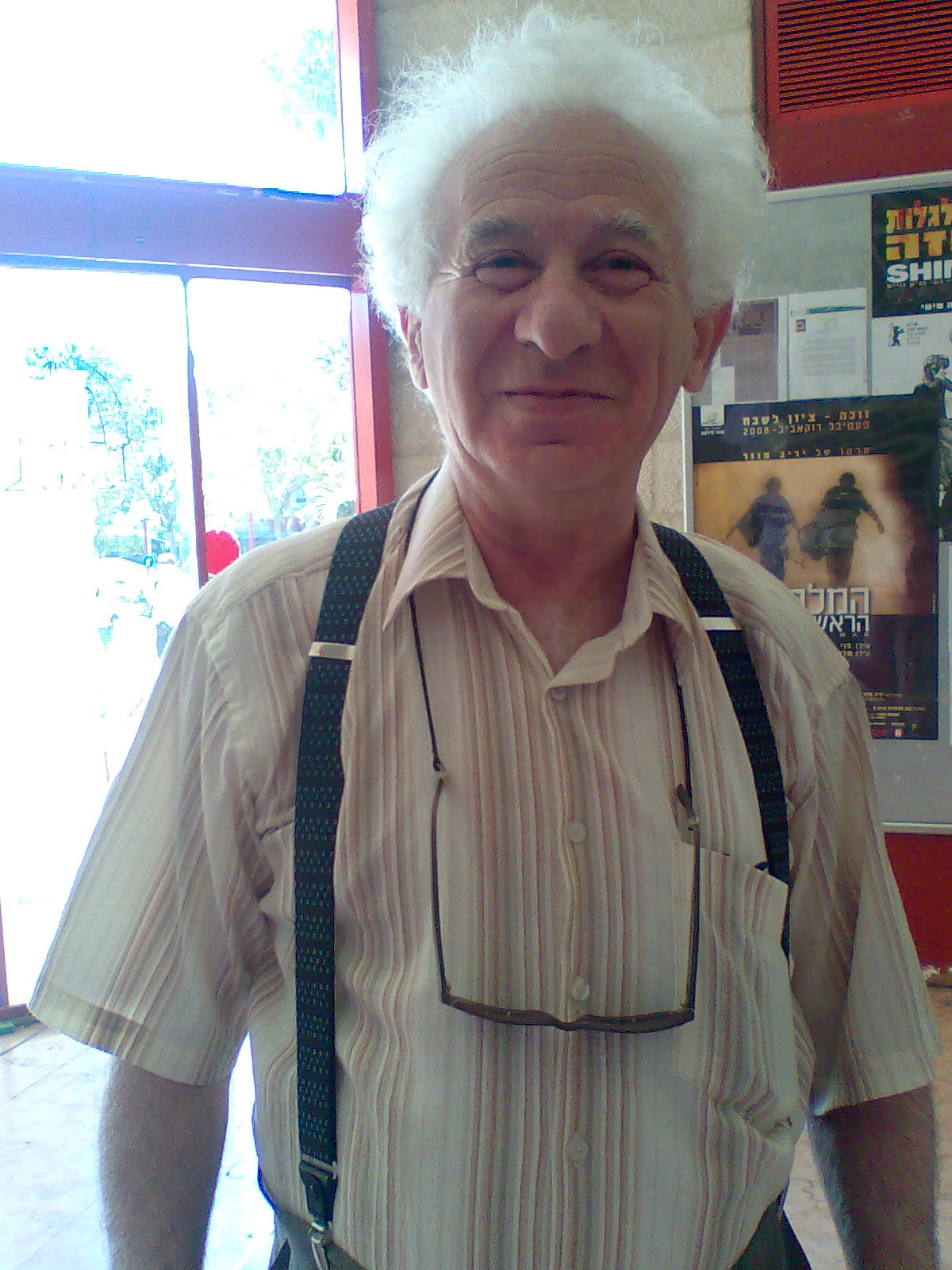
Барух Подольский

- Аюби, Сафармухаммад (65) — таджикский поэт и драматург, народный поэт Таджикистана[115].
- Беджамян, Давид (66) — армянский скульптор и архитектор[116].
- Бугаенко, Дмитрий Никитович (80) — донской хлебороб, Герой Социалистического Труда[117]
- Килбурн, Эдвин (90) — американский учёный, который сделал существенный вклад в исследование и профилактику гриппа и других вирусных заболеваний[118].
- МакДаффи, Дуэйн (49) — американский писатель и сценарист анимационного кино[119].
- Натансон, Бернард (84) — американский врач и общественный деятель[120].
- Новосельский, Ежи (88) — польский художник-иконописец[121].
- Онуфер, Валерий Георгиевич (57) — украинский футбольный арбитр, рефери ФИФА[122].
- Петерсен, Рассел (94) — американский политический деятель, губернатор штата Делавэр (1969—1973)[123].
- Подольский, Барух (70) — израильский лингвист-семитолог, автор словарей[124].
- Поннамма, Аранмулла (96) — индийская актриса[125].
- Роббинс, Руди (77) — американский актёр и певец[126].
- Стоддард, Хэйла (97) — американская актриса[127].
- Талипов, Рид Сергеевич (61) — белорусский режиссёр, главный режиссёр витебского Национального академического драматического театра имени Якуба Коласа[128].

### 22 февраля
- Кортни, Николас (81) — британский актёр[129]
- Марусич, Николай (59)— кыргызстанский музыкант, поэт, бард и киноартист[130]
- Мещеряков Валентин Васильевич (74) — президент Ассоциации российских граждан в Литве, председатель совета Ассоциации российских граждан Прибалтики[131].
- Солодов, Всеволод Сергеевич (80) — российский художник, заслуженный художник России[132].
- Хобана, Ион (80) — румынский писатель-фантаст[133]

### 23 февраля
- Атеев, Алексей Григорьевич (57) — магнитогорский писатель и журналист, член Союза писателей и Союза журналистов России[134].
- Вольфсон, Лиза (47) — американская писательница[135].
- Исмайлов, Фуад (41) — посол Республики Азербайджан в Австрийской Республике.[источник не указан 4593 дня]
- Лартеги, Жан (90) — французский писатель и сценарист (Неизвестный в доме)[136]
- Петров, Александр Александрович (математик) (77) — российский учёный, специалист в области математического моделирования экономических систем, академик РАН[137].
- Скляров, Владимир Николаевич (60) — советский актёр. [www.kino-teatr.ru/kino/acter/m/sov/13717/works/]
- Тутунджан, Джанна Таджатовна (79) — вологодская художница, народный художник России[138].
- Шривастава, Нирмала (87) — гуру из Индии, основательница сахаджа-йоги[139].

### 24 февраля

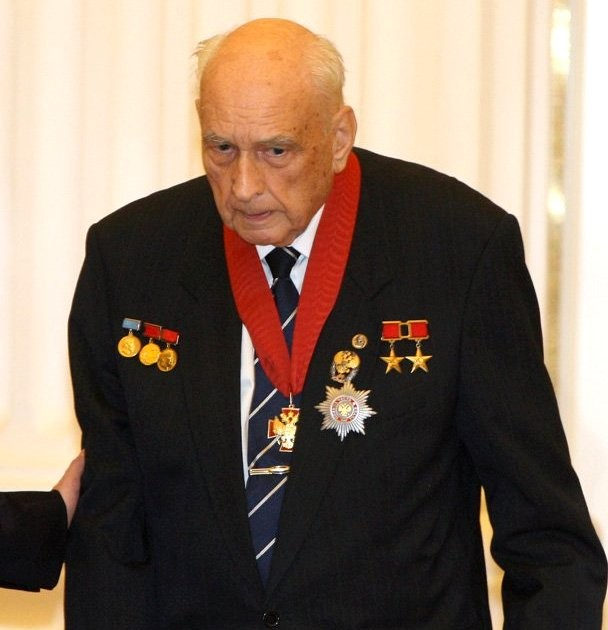
Сергей Ковалёв

- Барашков, Лев Павлович (79) — эстрадный певец[140].
- Беца, Йожеф Йожефович (81) — советский футболист и тренер, заслуженный мастер спорта СССР, игрок ЦСКА и сборной СССР, чемпион Олимпийских игр 1956 г. в Мельбурне[141].
- Бойцов, Владимир Емельянович (86) — профессор Российского государственного геологоразведочного университета имени Серго Орджоникидзе[142].
- Возженников, Валерий Леонидович (70) — пермский поэт, член Союза писателей России[143].
- Давыдов, Егор (69) — участник правозащитного движения в СССР, диссидент, бывший политический заключенный, сотрудник Радио Свобода[144]
- Ковалёв, Сергей Никитич (91) — конструктор подводных лодок, академик РАН, дважды Герой Социалистического Труда[145].
- Колодкин, Анатолий Лазаревич (82) — доктор юридических наук, профессор, заместитель генерального директора «Союзморниипроекта», президент Российской ассоциации международного права с 1994 г., президент Ассоциации международного морского права с 1981 г., судья Международного Трибунала ООН по морскому праву (Гамбург) (1996—2008), член Постоянного Международного арбитражного Суда (Гаага) (с 2010)[146]

### 25 февраля
- Безрученко, Валерий Павлович (70) — кларнетист, профессор, Заслуженный артист России[147].
- Конде, Хосе (55) — испанский актёр. [www.kino-teatr.ru/kino/acter/euro/227103/works/]

### 26 февраля
- Амири, Аббас (60) — иранский актёр[148].
- Лустиг, Арношт (84) — чешский писатель[149].
- Ричардс, Дин (36) — английский футболист Саутгемптона и Тоттенхема[150].
- Фодор, Юджин (60) — американский скрипач[151].
- Хилдрес, Питер (82) — английский спортсмен. Бронзовый призёр чемпионата Европы (1950 г.) по бегу на 110 м с барьерами[152].
- Чжу Гуанъя (87) — китайский физик, один из создателей китайской атомной бомбы[153].

### 27 февраля
- Баклс, Фрэнк (110) — последний американский ветеран Первой мировой войны[154].
- Виник, Гари (49) — канадский режиссёр и продюсер[155]
- Кирканд, Эдди (88) — американский блюзовый музыкант. ДТП[156].
- Корниенко, Николай Ильич (86) — ветеран Великой Отечественной войны, Герой Советского Союза[157].
- Муньос, Ампаро (56) — испанская актриса, Мисс Вселенная 1974 г.[158]
- Скляр, Моасир (73) — бразильский писатель[159].
- Ставницер, Алексей Михайлович (68) — основатель группы терминалов ТИС, порт Южный, Украина.
- Эрбакан, Неджметтин (84) — премьер-министр Турции (1996—1997)[160].
- Яэль, Ора (64) — израильская детская писательница и иллюстратор книг[161].

### 28 февраля

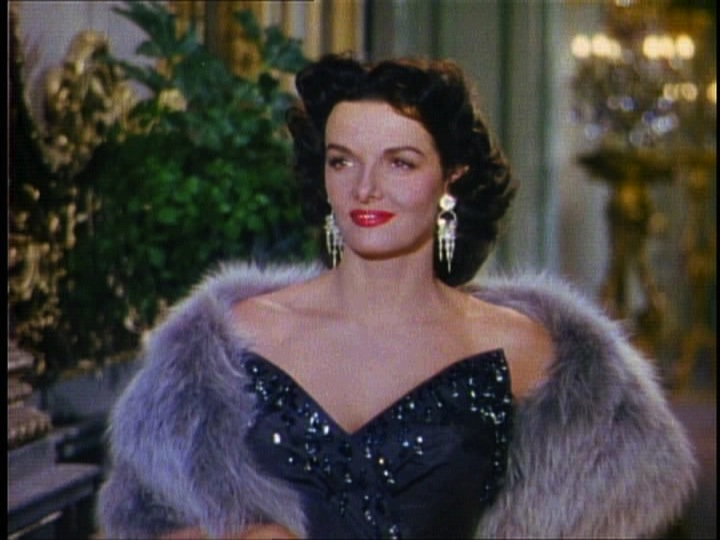
Джейн Рассел

- Бен-Йегуда, Нетива (82) — израильская писательница и радиоведущая[162].
- Бизовски, Андреас (37) — немецкий актёр. [www.kino-teatr.ru/kino/acter/euro/268433/works/]
- Бланко, Хоакин (72) — испанский актёр. [www.kino-teatr.ru/kino/acter/euro/191904/works/]
- Жирардо, Анни (79) — французская актриса, лауреат премии «Сезар», премий Каннского и Венецианского фестивалей[163].
- Истман, Эрнест (83) — министр иностранных дел Либерии (1983—1986)[164]
- Климиашвили, Рамаз (69) — грузинский политолог[165].
- Расселл, Джейн (89) — американская актриса и секс-символ 1940-х и начала 1950-х.[166]
- Тамазян, Гамлет (63) — армянский врач, доктор наук, профессор[167].
- Трепачёв, Игорь Афанасьевич (72) — советский и российский актёр[168].
- Угаров, Алексей Алексеевич (80) — Заслуженный металлург РСФСР, основатель школы оскольских металлургов[169]
- Элсина Хидерша (21) — албанская певица[170].